# Ассоциация за единую перспективу
Ассоциация за единую перспективу, ВСП (нем. Verein für solidarische Perspektiven, VsP) — ультралевая политическая партия в Германии.

## История
В 1986 году происходит объединение двух радикальных левых организаций — троцкистской Международной марксистской группы (ММГ) и прежде маоистской, а затем ходжаистской Коммунистической партии Германии/Марксистско-ленинской (КПГ/МЛ). Результатом этого шага становится создание Объединённой социалистической партии (ОСП, Vereinigte Sozialistische Partei, VSP). Организации объединяют свои газеты — «Was tun» («Что делать») и «Roter Morgen» («Красный рассвет»), и запускают «Sozialistische Zeitung». Меньшинство КПГ/МЛ выступило против объединения и продолжило издавать «Roter Morgen» в качестве самостоятельной организации.
Сразу после формирования ОСП, она получила признание в качестве партии Федеральной избирательной службой (de:Bundeswahlleiter). Однако на федеральных выборах 1987 года ОСП не смогла получить ни одного места в Бундестаге. Партия пыталась объединиться с возникавшими в то время отколами от Социал-демократической партии Германии и Германской коммунистической партии. Однако эти попытки не увенчались успехом. После преобразования бывшей правящей в Восточной Германии СЕПГ в Партию демократического социализма (ПДС) и объединения Германии, многие члены ОСП вступили в ПДС.
В 1994 году ОСП поменяла своё название на Ассоциацию за единую перспективу. Одна часть троцкистов покинула ВСП и сформировала Революционную социалистическую лигу. Другая часть троцкистов осталась в ВСП в качестве течения, назвав себя Международными социалистическими левыми.
На федеральных выборах 2005 года ВСП поддержала Левую партию.

## Четвертый интернационал
В отличие от ММГ, ОСП не имела непосредственного отношения к Четвёртому интернационалу. Сторонники Интернационала внутри партии имели в нём индивидуальное членство. Для выборов делегатов на мировые конгрессы и для издательской деятельности было создано Объединение членов Четвёртого интернационала в ВСП (AG der Mitglieder der IV. Internationale in der VSP).